# HMS E15
HMS E15 – brytyjski okręt podwodny typu E z okresu I wojny światowej. Zbudowany w latach 1912–1914 w stoczni Vickers w Barrow-in-Furness, gdzie został wodowany 23 kwietnia 1914 roku. Służbę w Royal Navy rozpoczął 15 października 1914 roku.

## Historia
W 1915 został skierowany do działań wojennych na Morzu Marmara, aby uczestniczyć w operacjach w Cieśninie Dardanelskiej. Rano 17 kwietnia 1915 roku, w czasie próby przepłynięcia z Moudros przez Dardanele na morze Marmara, okręt został zniesiony przez prąd na mieliznę w okolicach Kephez Point, około 16 km od stanowisk ogniowych fortu Dardanus w okolicach Çanakkale. Okręt dostał się pod ostrzał dział fortowych, w czasie którego zginął jego dowódca LtCdr (kmdr ppor) Theodore Stuart Brodie oraz sześciu członków załogi. T.S. Brodie został ugodzony odłamkami szrapnela, a 6 marynarzy zginęło z powodu zatrucia oparami chloru z uszkodzonych akumulatorów. Pozostała część załogi opuściła okręt i dostała się do niewoli tureckiej .
Wkrótce po opuszczeniu HMS E15, Turcy podjęli próby jego ściągnięcia, za pomocą holowników „Maltepe” i „Sana”. Brytyjskie lotnictwo Royal Naval Air Service dostrzegło próby ściągnięcia okrętu i w dowództwie brytyjskim zapadła decyzja o jego zniszczeniu. Miało to zapobiec dostaniu się jednostki w ręce tureckie oraz jej późniejszemu wykorzystaniu. Zostało podjętych kilka prób zniszczenia okrętu. Pierwszą byłą próba zatopienia torpedami przez okręty podwodny HMS B6 w nocy 18 kwietnia, lecz nie powiodła się. Następnie dwa niszczyciele HMS „Nautilus” oraz HMS „Scorpion” próbowały zlokalizować w nocy jednostkę, jednak jej nie odnalazły. Podejmowane w ciągu kolejnych dni próby zniszczenia przez okręty podwodne B6 i B11 również były nieudane. Kolejna próba została podjęta przez dwa pancerniki HMS „Triumph” oraz HMS „Majestic”, jednak zasięg nabrzeżnych baterii tureckich nie pozwolił na zbliżenie się na wystarczającą odległość do HMS E15. Spowodowały one jedynie przerwanie operacji ratunkowej.

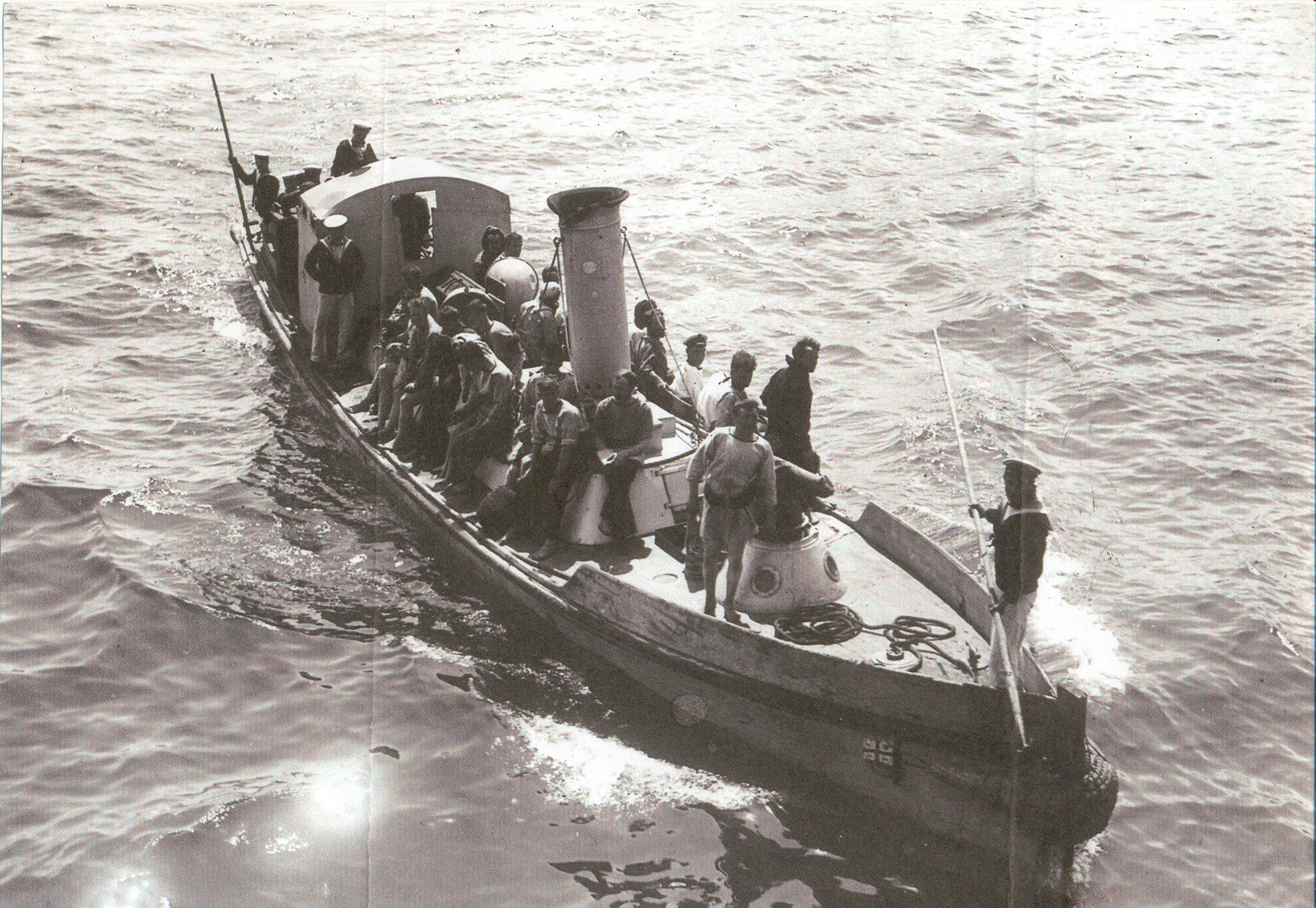
Łódź patrolowa z HMS Triumph powracająca z akcji 19 kwietnia 1915

Ostatecznie w nocy 18 kwietnia (inne publikacje: 23 kwietnia) próbę zniszczenia podjęły dwa 17-metrowe kutry z pancerników, oba uzbrojone w 14-calowe torpedy. Dowodzącym kutrem z HMS „Triumph” był Eric Gascoigne Robinson, rekomendowany już za wcześniejsze akcje do odznaczenia Krzyżem Wiktorii. Łodzią z HMS „Majestic” dowodził Lt. Goodwin. Po przepłynięciu kilku mil, obie łodzie zostały zauważone przez straże tureckie i ostrzelane. Goodwin wystrzelił pierwszą z torped, ale chybił, dopiero druga poważnie uszkodziła E15. Łódź Goodwina została zatopiona przez ostrzał baterii nadbrzeżnych i odnotowano straty w ludziach. Robinson pomimo ostrzału podpłynął do łodzi Goodwina i uratował jej załogę. Wrak E15 pozostał na plaży do czasu złomowania w 1920.
Brodie wraz z pozostałymi poległymi został pochowany na pobliskiej plaży, później ich zwłoki zostały przeniesione na Chanak Consular Cemetery.